# Sir Abu Nu’ayr
Sir Abu Nu’ayr est une île des Émirats arabes unis dans le golfe Persique, situé à environ 80 kilomètres au large de Abou Dabi et 110 kilomètres au large de Dubaï.